# 조제 카를루스 페헤이라 필류
조제 카를루스 페헤이라 필류(포르투갈어: José Carlos Ferreira Filho, 1983년 4월 24일 ~ )는 제 카를루스(Zé Carlos)로 잘 알려진 브라질 마세이오 출신의 전 축구 선수이다. 과거 공격수로 활약하였다. 2004년부터 2005년까지 K-리그의 울산 현대 호랑이에서 활약하였으며, 2006년부터 2008년까지 K-리그의 전북 현대 모터스에서 활약하였다. 울산 현대 호랑이에서 활동할 당시에는 카르로스라는 이름으로 활약하였고, 전북 현대 모터스로 이적한 이후 제칼로라는 이름으로 활약하였다. 제 두 골(Zé do Gol)이라는 이름으로 유명하다.

## 축구인 경력

### 클럽 경력
제칼로는 울산 현대 시절 파괴력 있는 공격수였지만, 이기적인 플레이로 악명이 높았다. 본인이 페널티 킥을 얻어낸 후 팀에서 정해져 있는 키커가 차려하자 본인이 차겠다고 주장하여 본인이 킥을 했지만 실축한 일화도 있다.
전북 현대 모터스로 이적한 후 2006 AFC 챔피언스리그에서 결승전 결승골을 넣는 등 나쁘지 않은 활약을 펼쳤으나 리그에서 득점 후 상대팀 서포터스에게 가운데 손가락을 보이는 골 세레모니를 펼쳐서 출장정지 처분을 받는 등 기행은 끝나지 않았고 2008년 R리그 수원 2군과의 경기에서 손승준을 주먹으로 가격하여 10경기 출장 정지 징계를 받았고 이 사건으로 인해 팀을 떠나게 되었다. 한편 2007년 6월 13일 열렸던 2007 K리그 13라운드 대 제주 유나이티드 전에서는, 골을 성공시킨 이후 병상에 누워 계신 어머니 생각에 눈물을 흘리는 인간적인 모습도 보여주었다.
전북을 떠난 후 고국으로 돌아가 여러 팀을 전전하다 2010년 감바 오사카로 이적하였으나 체중 감량에 실패하는 등 게으른 모습이 개선되지 않자 반 시즌만에 팀을 떠났다. 2011년 크리시우마에 둥지를 튼 후 2012년 브라질 세리 B 득점 선두를 달리며 좋은 모습을 보이자 창춘 야타이의 러브콜을 받고 다시 아시아 무대로 복귀하였다.
캄페오나투 브라질레이루 세리이 B 2015에서 득점왕을 차지했다.

## 수상 경력
- 전북 현대 모터스
  - AFC 챔피언스리그(1): 2006